# Victor Luke
Victor Luke es un deportista canadiense que compitió en taekwondo. Ganó una medalla de plata en el Campeonato Mundial de Taekwondo, en la categoría de –70 kg.

## Palmarés internacional
| Campeonato Mundial | Campeonato Mundial          | Campeonato Mundial | Campeonato Mundial |
| Año                | Lugar                       | Medalla            | Categoría          |
| ------------------ | --------------------------- | ------------------ | ------------------ |
| 1993               | Nueva York (Estados Unidos) | Medalla de plata   | –70 kg             |